# Jårgajaure
Jårgajaure är en sjö i Arjeplogs kommun i Lappland och ingår i Piteälvens huvudavrinningsområde. Sjön har en area på 0,266 kvadratkilometer och ligger 453 meter över havet.

## Delavrinningsområde
Jårgajaure ingår i det delavrinningsområde (735463-159949) som SMHI kallar för Mynnar i 735860-160098. Medelhöjden är 528 meter över havet och ytan är 26,14 kvadratkilometer. Det finns inga avrinningsområden uppströms utan avrinningsområdet är högsta punkten. Vattendraget som avvattnar avrinningsområdet har biflödesordning 3, vilket innebär att vattnet flödar genom totalt 3 vattendrag innan det når havet efter 226 kilometer. Avrinningsområdet består mestadels av skog (85 procent). Avrinningsområdet har 1,65 kvadratkilometer vattenytor vilket ger det en sjöprocent på 6,3 procent.